# Polom, Přerov
Polom là một làng thuộc huyện Přerov, vùng Olomoucký, Cộng hòa Séc.